# Вычислительная нейробиология
Вычислительная нейробиология — междисциплинарная наука, целью которой является объяснение в терминах вычислительного процесса того, как биологические системы, составляющие нервную систему, продуцируют поведение. Она связывает нейробиологию, когнитивистику и психологию с электротехникой, информатикой, вычислительной техникой, математикой и физикой.
Вычислительная нейробиология отличается как от коннекционистского подхода в искусственном интеллекте, так и от направлений, связанных с обучающимися системами: машинного обучения, нейронных сетей и теории вычислительного обучения, — тем, что стремится построить биологически и функционально адекватные модели нейронов и нервных систем с учётом их физиологии и динамики. Эти модели отражают все существенные параметры биологических систем на множестве пространственно-временных шкал, начиная от мембранных токов, белков, химических связей и заканчивая макроколебаниями, столбчатой и топографической архитектурами, памятью и обучением. Данные вычислительные модели используются для построения гипотез, которые могут быть проверены постановкой биологических или психологических экспериментов.
Английский термин «computational neuroscience» был предложен Эриком Шварцем (Eric L. Schwartz), который в 1985 году организовал по просьбе Фонда развития систем (Systems Development Foundation) конференцию в Кармеле, шт. Калифорния, посвящённую обзору современного состояния соответствующей области, которая до того момента называлась моделированием нервных систем, теорией мозга, нейронными сетями и т. п. Труды этой значимой конференции были опубликованы в 1990 году в виде книги «Вычислительная нейробиология» («Computational Neuroscience»).